# Ruth Storm
Ruth Storm (ur. 1 czerwca 1905 w Katowicach, zm. 13 grudnia 1993 w Berlinie) – niemiecka pisarka i poetka.
Jako córka wydawcy gazet i książek Carla Siwinny, dorastała w atmosferze domu wydawniczego, co przyczyniło się do jej otwartości i uczyniło z niej czujną obserwatorkę wydarzeń. Lata szkolne i młodość spędziła w Katowicach. W 1921 roku doświadczyła pierwszego przełomu w swoim życiu – utraty ojczystego Górnego Śląska. Po jego podziale i przyłączeniu Katowic do Polski w 1922 roku, kontynuowała edukację w Wyższej Szkole dla Dziewcząt z internatem Braci Morawskich w Gnadenfrei.
Rodzina początkowo przeprowadziła się do Szklarskiej Poręby (Schreiberhau) w Karkonoszach do „Haus Rundblick”, który znajdował się w pobliżu domu pisarza Carla Hauptmanna. Niedługo później przenieśli się jednak do Berlina, gdzie Ruth studiowała przez kilka semestrów na Uniwersytecie Rolniczym i odbyła staż w gospodarstwie rolnym na Pomorzu.
W 1926 roku poślubiła rektora Politechniki Berlinskiej, Prof. Dr. Ernsta Storma, który swoją książkę „Geschichte der deutschen Kohlenwirtschaft” wydał w wydawnictwie jej ojca. W 1936 roku przyszedł na świat ich syn Peter-Christoph.
Po utracie posady przez Prof. Storma w 1943 roku, miejscem schronienia rodziny stał się ponownie dom w Szklarskiej Porębie. W 1946 roku zostali zmuszeni do wyjazdu do Niemiec. Zamieszkali początkowo w Peine, gdzie Ruth prowadziła działalność dziennikarską i pisała m.in. relacje z imprez jeździeckich. W 1956 r., rodzina przeniosła się do Wangen im Allgäu.
Ruth Storm w swojej twórczości inspirowała się doświadczeniami życiowymi. Jej pierwszy literacki sukces przyszedł po publikacji opowiadania „In einer Frühjahrsnacht” w „Deutschen Allgemeinen Zeitung” w Berlinie. To zachęciło ją do dalszej pracy, co zaowocowało większymi projektami, takimi jak powieść „Tausend Jahre – ein Tag” o świętej Jadwidze Andegaweńskiej, księżnej i patronce Śląska. Jej twórczość była głęboko zakorzeniona w osobistych doświadczeniach, w tym utracie ojczystego Górnego Śląska, życiu w Berlinie, a także doświadczeniach związanych z II wojną światową, Sudetami i późniejszym wysiedleniem. Jej język wykazuje wrażliwość na naturę, co może mieć źródła w doświadczeniach związanych z praktyką w gospodarstwie rolnym na Pomorzu. Zasłynęła jako artystka o wielkiej mocy językowej, szczególnie po publikacji w 1953 roku powieści „Das vorletzte Gericht”, która koncentrowała się na opisie losów osób wysiedlonych.
Storm była laureatką wielu nagród, w tym Ehrengabe des Wangener Kreises w 1972 roku, nagrody w konkursie narratorskim „Ostdeutscher Kulturrat” w 1978 roku oraz Eichendorff-Literaturpreis w 1983 roku przyznanej przez Gesellschaft für Literatur und Kunst „Der Osten e.V.”.